# 田中誠人
田中 誠人（たなか まさと、1991年5月3日 - ）は、男性声優。福岡県出身。

## 人物
福岡スクールオブミュージック専門学校、AIR AGENCY声優養成所卒業。2017年8月15日AIR AGENCYを退所。
方言は福岡弁。
趣味は将棋、プラネタリウム。特技は四コマ漫画、手品。

## 出演
太字はメインキャラクター。

### テレビアニメ
2013年
- アイカツ!（弟子）
- プピポー!（カナブン、化け物）

2014年
- 神々の悪戯（男子生徒A）
- ガンダムビルドファイターズトライ（中水中学水泳部員）

2015年
- ガンスリンガー ストラトス（オペレーター）
- GATE 自衛隊 彼の地にて、斯く戦えり（宝くじスタッフ）
- コンクリート・レボルティオ〜超人幻想〜（長髪の超人）
- BAR 嫌われ野菜（セロリ）

2016年
- うしおととら（店の男）
- 甲鉄城のカバネリ（武士）
- パズドラクロス（幼いエース）
- マクロスΔ（農民）

2017年
- GRANBLUE FANTASY The Animation（村人男C、島民A）

2021年
- RE-MAIN（網浜秀吾〈少年〉）

### 劇場アニメ
- 劇場版マクロスΔ 激情のワルキューレ（2018年）
- 鹿の王 ユナと約束の旅（2022年、ヨキの子）

### OVA
- GOLDING（2013年、ゴールディン、ウヨロ）
- 黒子のバスケ（2014年、山口[4]）※第41.5Q
- フラグタイム（2019年）

### ゲーム
- NARUTO -ナルト- 疾風伝 ナルティメットインパクト（2011年）
- 蒼穹のスカイガレオン（2013年、アバドン、ジークフリート）
- ハイキュー！！　繫げ！頂の景色！！（2014年）
- ブラックコード（2014年）
- 蒼穹のスカイガレオン（2015年、ニニギ、ヤマトタケル、デカラビア[5]、ヒュプノス[6]）
- マクロスΔスクランブル（2016年、ヴィクトル・ハルムスタッド[7]）

### ドラマCD
- 革命機ヴァルヴレイヴ
- シャーロック・ホームズ（2014年、スタンリー）

### 吹き替え
- チェインド（2014年、ヤングボブ）
- ブレンダン・フレイザーのエリートをぶっとばせ!（2014年）
- プラスティック（2015年、サム）
- 持たざるものが全てを奪う HACKER（2017年、アレックス）
- アソーカ（2023年、ジェイセン・シンドゥーラ）

### 実写
- 女の子のための無料フェチ動画 #6 - #12（2015年9月14日 - 10月26日、YouTube、SunSet TV）
- BAR 嫌われ野菜アフタークリスマスイベントレポート 前篇・後篇（YouTube - SunSet TV：2016年1月8日、19日）
- るるぶ福岡デートBOOK（モデル）

### その他
- Situation voice contents 女性向け・禁断極上シチュエーションボイス
  - 怪盗に盗まれたのはあなた!?
  - 究極の選択・2人の戦国武将から、突然の求婚!?（真田）